# Александра Біллінгс
Александра Біллінгс (англ. Alexandra Billings; нар. 28 березня 1962, Інґлвуд, Каліфорнія, США) — американська акторка. Вона стала першою жінкою-трансгендером, яка зіграла трансгендерного персонажа на телебаченні, найбільш відома роллю другого плану в американському комедійно-драматичному серіалі «Очевидне».

## Біографія
Народилася в Інґлвуді, Каліфорнія, США і була хлопчиком. Його батько був викладачем коледжу та музичним режисером оперного театру, мама також працювала вчителем. Коли Біллінгс навчався у шостому класі родина переїхала в Шаумбург, де він почав брати участь у театральних виставах і мюзиклах.

## Особисте життя
Одружена зі своєю шкільною подругою Крісанні Бленкеншип-Біллінгс. Шлюбна церемонія пройшла в чиказькому театрі у 1996 році, офіційно пара побралася 2009 року.

## Кар'єра
У вісімнадцятирічному віці почала виступати в Чикаго в клубах під сценічним ім'ям Shanté, а потім стала акторкою театру. Участь у виставах принесла їй визнання критиків. Дебют на телеекрані відбувся у 2003 з маленької епізодичної ролі в серіалі «Карен Сіско». Після ролі в комедії «Ромі та Мішель: Початок» артистка з'явилась в одному епізоді телепроєкту «Анатомія Грей». Александра була лікарем у незалежному фільмі «Розетка». Потім Біллінгс з'явилась в пілотних серіях комедійної драми «Медсестри» та драми «Красуня/Красень».
У комедійно-драматичному серіалі «Очевидне» акторка виконувала роль вчителя в ЛГБТ центрі, а також була найкращою подругою Мори (Джеффрі Тімбор). У 2015 Александра з'явилась в епізоді другого сезону телепроєкту «Як уникнути покарання за вбивство». У тому ж році вона приєдналася до акторського складу кримінального трилера «Долина кісток».

## Фільмографія
| Рік       |    | Українська назва                  | Оригінальна назва                                    | Роль                   |
| --------- | -- | --------------------------------- | ---------------------------------------------------- | ---------------------- |
| 2003      | с  | Карен Сіско                       | Karen Sisco                                          | Лоїс                   |
| 2005      | с  | Швидка допомога                   | ER                                                   | міс Мітчелл            |
| 2005      | тф | Ромі та Мішель: Початок           | Romy and Michele: In the Beginning                   | Донна                  |
| 2006      | с  | Анатомія Грей                     | Grey's Anatomy                                       | Донна Ґібсон           |
| 2007      | ф  | Розетка                           | Socket                                               | Емілі Андерсон         |
| 2007      | тф | Медсестри                         | Nurses                                               | Карла Райс             |
| 2008      | тф | Красуня/Красень                   | Pretty/Handsome                                      | Крістіна Карпентер     |
| 2008      | с  | Ілай Стоун                        | Eli Stone                                            | Джоанна                |
| 2009      | кф | Стелс                             | Stealth                                              | Вероніка Терранова     |
| 2014—2016 | с  | Очевидне                          | Transparent                                          | Давіна                 |
| 2015      | с  |                                   | Things Are Going Great For Me with J. Claude Deering |                        |
| 2015      | с  | Як уникнути покарання за вбивство | How to Get Away with Murder                          | Джилл Гартворд         |
| 2017      | ф  |                                   | Adi Shankar's Gods and Secrets                       |                        |
| 2017      | ф  | Долина кісток                     | Valley of Bones                                      | Кімберлі               |
| 2022      | с  | Периферійні пристрої              | The Peripheral                                       | детектив Ейнслі Лоубір |